# عبد الكريم دورماز
عبد الكريم دورماز (بالتركية: Abdülkerim Durmaz)‏ هو لاعب كرة قدم ومدرب كرة قدم تركي في مركز libéro ‏، ولد في 13 سبتمبر 1960 في إسطنبول في تركيا. شارك مع منتخب تركيا تحت 21 سنة لكرة القدم ومنتخب تركيا لكرة القدم. أما مع النوادي، فقد لعب مع أنقرة غوجو ونادي فاتح كاراغومروك ونادي فنربخشة.

## وصلات خارجية
- عبد الكريم دورماز على موقع اتحاد تركيا (لاعب) (الإنجليزية)
- عبد الكريم دورماز على موقع اتحاد تركيا (مدرب) (الإنجليزية)
- عبد الكريم دورماز على موقع قاعدة بيانات كرة القدم.إي يو (الإنجليزية)
- عبد الكريم دورماز على موقع ناشيونال فوتبول تيمز (الإنجليزية)
- عبد الكريم دورماز على موقع عالم كرة القدم.نت (الإنجليزية)